# Studenten van A tot Z

## A
Academisch jaar - Academisch kwartiertje - Actus - Ad fundum - Adiutor - Abactis - Afstudeerkring - Aller Heiligen Convent - Alumnus - Anciënniteit - Assistent in opleiding (aio) - Algemene Senaten Vergadering

## B
Bachelor - Bachelor-masterstructuur - Basisbeurs - Bierestafette - Bindend studieadvies - Blauwe bladzijden - Brassen - Bul

## C
Calotte - Campus - Cantus - College - Collegegelddifferentiatie - College van bestuur - Colloquium doctum - Commilito - Coöptatie - Corps - Cum laude

## D
Decaan - Dienst Uitvoering Onderwijs - Dissertatie - Dies natalis - Dispuut - Doctor (dr.) - Doctorandus (drs.)

## E
ECTS - Emeritaat - Eredoctoraat - Erasmus Student Network - Extraneus

## F
Faculteit - Faculteitscafé - Faculteitskring - Faculteitsraad - Faculteitsvereniging - Federatie van Unitates en Bonden

## G
Groensenaten - Groot Nederlands Studenten Kampioenschap

## H
HBOLOOG - Hoger beroepsonderwijs (hbo) - Hoger onderwijs - Hoogleraar - Hoorcollege - Hospes/hospita - Hospiteerborrel - Huislijst

## I
Informatie Beheer Groep (IBG) - Inauguratie - Inaugurele rede - Ingenieur (ir./ing.) - Interdisciplinair studeren - Introductietijd - Io vivat - Ius promovendi

## J
Jaarclub

## K
Kennismakingstijd - Keuzegids - Kroegjool

## L
Landelijke Kamer van Verenigingen - Leerkrediet - Loyaliteitsverklaring - LSVb - Lustrum

### Lijsten
- Lijst van confessionele studentenverenigingen in Nederland
- Lijst van studentengezelligheidsverenigingen in Nederland
- Lijst van studentenmuziekverenigingen
- Lijst van Nederlandse studentensportverenigingen
- Lijst van thematische studentenverenigingen
- Lijst van universiteiten
- Lijst van voormalige universiteiten

## M
Master - Meester in de rechten (mr.) - Mensa - Ministerie van Onderwijs - Ministerie van Onderwijs (België) - Ministerie van Onderwijs, Cultuur en Wetenschap

## N
Natio

## O
Ontgroening - Ontgroensenaten - Ouderejaars - Oud-lid - OV-studentenkaart

## P
Paranimf - Parijse studentenrevolte - Pedel - Postdoctorale opleiding - Praeses - Presidium - Prestatiebeurs - Professor - Proefschrift - Promotie - Promovendus - Propedeuse - Prosenior

## Q
Quaestor

## R
Rector magnificus - Reünist

## S
Schacht - Schachtenmeester - Scriptie - Semester - Stelling (proefschrift) - Student - Studentenarbeid - Studentenclub - Studentencodex - Studentencorps - Studentendoop - Studentenflat - Studentengezelligheidsvereniging - Studentenhuis - Studentenhuisvesting - Studentenkerk - Studentenpartij - Studentenpas - Studentenprotesten in Chili in 2011 - Studentenraad - Studentenrekening - Studentensociëteit - Studentensportraad - Studentensportvereniging - Studentenvakbond - Studentenvereniging - Studentenverzet (Tweede Wereldoorlog) - Studentenweerbaarheid - Studieboek - Studiefinanciering - Studiekeuze - Studiepunt - Studierichting - Studietoelage - Studievereniging - Studiezaal - Syllabus

## T
Tempobeurs - Thesis - Trimester

## U
Universiteit - Universiteitsbibliotheek (UB) - Universiteitsblad - Universiteitskrant (RUG)

## V
Varsity - Vaandeljatten - Verhandeling - Verplichte introductietijd - Verticale structuur

## W
Weerbaar en Student (boek)

## Z
Zelfstandig student - Zelfstudie - Zusterlijke Eenheid uit Saamhorigheid - Zooien - Zwanenzang